# (1694) Kaiser
(1694) Kaiser es el asteroide número 1694 situado en el cinturón principal. Fue descubierto por el astrónomo Hendrik van Gent desde la estación meridional de Leiden en Johannesburgo, República Sudaficana, el 29 de septiembre de 1934. Su designación alternativa es 1934 SB. Está nombrado en honor del astrónomo neerlandés Frederik Kaiser (1808-1872).